# جون فرنسيس مور
جون فرنسيس مور (بالإنجليزية: John Francis Moore)‏ هو سياسي كندي وبريطاني (وحمل سابقاً جنسية المملكة المتحدة لبريطانيا العظمى وأيرلندا)، ولد في 1816 في ويلتشاير في المملكة المتحدة، وتوفي في 5 أبريل 1870 في مونتريال في كندا.